# Jozef-Ernest van Roey
Jozef-Ernest van Roey (Vorselaar, 13 de janeiro de 1874 - Mechelen, 6 de agosto de 1961) foi um cardeal belga, arcebispo de Malinas-Bruxelas, primaz da Bélgica e importante liderança da resistência ao nazismo no país.

## Vida
Jozef-Ernest van Roey foi o primeiro dos cinco filhos de Stanislas e Anna-Maria Bartholomeus. Estudou na escola jesuíta em Vorselaar antes de entrar na Escola Saint-Joseph em Herentals em 1885, onde se formou em 1892; então, entrou no Seminário Menor de Mechelen; de 1894 a 1897, estudou teologia no Seminário Maior de Mechelen. Estudos posteriores na Universidade Católica de Leuven, onde obteve um doutorado em teologia e a habilitação em 1903.
Ele recebeu o sacramento da ordem em 18 de setembro de 1897, pelo cardeal Pierre-Lambert Goossens. Lecionou no Collège Americaine (1901-1905) e na Universidade de Leuven (1905-1907). Em 19 de maio de 1907 foi nomeado cônego honorário do capítulo metropolitano de Mechelen e Vigário Geral de 30 de setembro de 1907 a 1925. Foi nomeado Prelado Doméstico de Sua Santidade em 2 de abril de 1909. Participou das Conversas de Mechelen, uma série de diálogos ecumênicos entre clérigos das Igrejas Católica Romana e Anglicana, organizada pelo Cardeal Désiré-Joseph Mercier, de 1921 a 1926. Tornou-se secretário do sínodo diocesano em 1924. Foi nomeado protonotário apostólico em 11 de fevereiro de 1925.
Em 12 de março de 1926, Monsenhor Roey foi nomeado pelo Papa Pio XI como arcebispo de Mechelen. A ordenação episcopal aconteceu no 25 de abril seguinte, na catedral metropolitana, pelo núncio apostólico na Bélgica, Dom Clemente Micara, tendo como principais co-consagradores o bispo de Bruges, Gustave-Joseph Waffelaert, e o bispo de Tournai, Gastone Antonio Rasneur. Como arcebispo de Mechelen, ele também era Primaz da Bélgica. Seu lema episcopal foi In nomine Domini.
Já em 20 de junho de 1927, Pio XI o criou como cardeal-presbítero com a igreja titular de Santa Maria in Ara Coeli no Colégio dos Cardeais. Logo depois, foi legado papal para a celebração do centenário da Universidade de Louvain, em 24 de junho de 1927. Cardeal Roey participou dos conclaves de 1939, que elegeu Pio XII, e de 1958, que elegeu João XXIII.
Em 12 de setembro de 1929, o cardeal concedeu à tenência belga da Ordem Equestre do Santo Sepulcro de Jerusalém a catedral de Notre-Dame du Sablon em Bruxelas.

Durante a Segunda Guerra Mundial, Arcebispo Roey foi uma figura significativa na resistência católica ao nazismo na Bélgica; em 1941, ele disse que 
"Com a Alemanha, descemos muitos graus e alcançamos as profundezas mais baixas possíveis [...] Temos o dever de consciência de combater e lutar pela derrota desses perigos... A razão e o bom senso nos direcionam para a confiança, para a resistência..." 
Em 1937, ele condenou o rexismo como um perigo para o país e a Igreja e emitiu uma condenação preventiva de qualquer um que votasse em branco, para grande raiva de Adolf Hitler. Durante a ocupação alemã, foi acusado de um "catolicismo político". Interveio com as autoridades para resgatar judeus dos nazistas e encorajou várias instituições a ajudar crianças judias. Em 24 de setembro de 1942, ele e a rainha Isabel da Bélgica intervieram com as autoridades alemãs em Bruxelas após a prisão de seis membros importantes da comunidade judaica; como resultado, cinco foram libertos; o sexto, Edward Rotbel, secretário da Comunidade Judaica Belga, era cidadão húngaro, e não pôde ser salvo da deportação para Auschwitz-Birkenau.
Conhecido como o "Bispo de Ferro", após a guerra, ele excomungou membros da União Nacional Flamenga, partido nacionalista colaboracionista. Cardeal Roey também protestou contra a abdicação do Rei Leopoldo III em favor de seu filho, Balduíno, em 1950. Presidiu o casamento do Príncipe Alberto e da Princesa Paola Margherita Consiglia Ruffo di Calabria em 1959; e do Rei Balduíno e Dona Fabíola de Mora y Aragón em 1960.
Em 1949, recebeu um doutorado honorário da Universidade Radboud de Nimega. Foi nomeado Vigário Apostólico Militar da Bélgica, em 7 de setembro de 1957.
Roey sofria há muito tempo de uma doença circulatória; recebeu os últimos ritos e a comunhão de Leo-Jozef Suenens, seu bispo auxiliar, e faleceu no dia seguinte, 6 de agosto de 1961, às 6h05, em Mechelen. Ele foi enterrado na cripta da Catedral de São Romualdo de Malinas, ao lado do jazigo do cardeal Engelbert Sterckx, de acordo com seus pedidos explícitos.